# Todd Lieberman
Todd Lieberman ist ein Filmproduzent und Ausführender Produzent.

## Leben
Todd Lieberman wuchs in Lyndhurst und Pepper Pike (Ohio) auf. Nach seinem Collegeabschluss an der Hawken School ging er nach  Los Angeles, um Schauspieler zu werden, wandte sich jedoch bald der Filmproduktion zu. Sein Projekt eines Boxerfilms realisierte er ab 2005 unter Mitwirkung der beiden  Schriftsteller Paul Tamasy und Erik Johnson, die den Stoff lieferten. Der Film kam 2010 unter dem Titel The Fighter heraus und wurde für sieben Oscars nominiert. Im selben Jahr  wurden die Produzenten Todd Lieberman und David Hoberman für den Film Selbst ist die Braut mit dem People’s Choice Award for Favorite Comedy Movie ausgezeichnet. Todd Lieberman ist ein Partner von Mandeville Films and Television. Er ist einer der führenden Produzenten in der Entertainmentindustrie.

## Filmografie (Auswahl)
Produzent
- 2003: Haus über Kopf (Bringing Down the House, als Co-Produzent)
- 2004: Liebe auf Umwegen (Raising Helen, als Co-Produzent)
- 2007: Born to be Wild – Saumäßig unterwegs (Wild Hogs)
- 2008: Traitor
- 2008: Beverly Hills Chihuahua
- 2008: Das Lazarus-Projekt (The Lazarus Project)
- 2009: Selbst ist die Braut (The Proposal)
- 2009: Surrogates – Mein zweites Ich (Surrogates)
- 2010: The Fighter
- 2011: Die Muppets (The Muppets)
- 2013: Warm Bodies
- 2013: 21 & Over
- 2017: Stronger
- 2017: Wunder (Wonder)
- 2018: Extinction
- 2019: The Aeronauts
- 2022: Chip und Chap: Die Ritter des Rechts (Chip 'n' Dale: Rescue Rangers)
- 2022: Shotgun Wedding – Ein knallhartes Team (Shotgun Wedding)
- 2023: White Bird (White Bird: A Wonder Story)

Ausführender Produzent
- 2004: The Last Shot – Die letzte Klappe (The Last Shot)
- 2005: Beauty Shop
- 2006: Antarctica – Gefangen im Eis (Eight Below)
- 2006: Shaggy Dog – Hör mal, wer da bellt (The Shaggy Dog)
- 2006: Five Fingers
- 2007: The Kill Point (3 Folgen)
- 2010–2011: Detroit 1-8-7 (18 Folgen)
- 2011: Movie Star – Küssen bis zum Happy End (Geek Charming, Fernsehfilm)

## Auszeichnungen
- 2011: Oscar: Nominierung in der Kategorie Bester Film für The Fighter
- 2011: Golden Globe: Nominierung in der Kategorie Bester Film – Drama für The Fighter